# Islas de los Leones Marinos
Las islas de los Leones Marinos son un pequeño archipiélago perteneciente a las islas Malvinas, en el sur de la isla Soledad.
El archipiélago comprende un grupo de islas, islotes y rocas. entre las que se destacan la isla Principal —de mayor extensión— y la isla León Marino Este.
En la isla Principal, se encuentra un aeródromo. También, en la parte sur, se erige el HMS Sheffield Memorial, dedicado a este buque de guerra británico perdido durante la guerra de las Malvinas en una zona próxima a Leones Marinos.
En este pequeño archipiélago están siete de los puntos que determinan las líneas de base de la República Argentina, a partir de las cuales se miden los espacios marítimos que rodean al archipiélago.